# 全方位調査型娯楽番組 らんきんぐバカ
『全方位調査型娯楽番組 らんきんぐバカ』（ぜんほういちょうさがたごらくばんぐみ らんきんぐバカ）は、読売テレビ（ytv）で放送されていたバラエティ番組である。

## 概要
情報性の高いものからくだらないものまで、まだ存在していないであろう、一風変わったランキングを番組が独自に作成・調査する番組。
スタジオではケンドーコバヤシ、ハライチ、ゲストらがランキングの1位や連単を予想する流れとなっている。

## 出演者

### MC
- ケンドーコバヤシ
- ハライチ（岩井勇気、澤部佑）

### 進行
- 佐藤佳奈（読売テレビアナウンサー）

## 放送リスト
| 回 | 放送日時                    | ランキング                                                                         | ゲスト                            |
| -- | --------------------------- | ---------------------------------------------------------------------------------- | --------------------------------- |
| 1  | 2022年3月5日 12:54 - 13:57  | 初めて行く人とのカラオケ 絶妙な1曲目ランキング                                     | 島崎和歌子、草野華余子            |
| 1  | 2022年3月5日 12:54 - 13:57  | 空腹の動物 メシまで10m走ランキング                                                 | 島崎和歌子、草野華余子            |
| 1  | 2022年3月5日 12:54 - 13:57  | やたら味の種類が多い商品ランキング                                                 | 島崎和歌子、草野華余子            |
| 1  | 2022年3月5日 12:54 - 13:57  | 出演者イジりランキング「雑誌の袋とじを必ず開けていそうな芸能人ランキング」         | 島崎和歌子、草野華余子            |
| 2  | 2022年3月12日 12:54 - 13:57 | 東大生 生まれ変わったらなりたい天才ランキング                                      | 島崎和歌子、須貝駿貴（QuizKnock） |
| 2  | 2022年3月12日 12:54 - 13:57 | 芸能人マストアイテム所持数ランキング                                               | 島崎和歌子、須貝駿貴（QuizKnock） |
| 2  | 2022年3月12日 12:54 - 13:57 | 江戸時代のこんな亭主はイヤだランキング                                             | 島崎和歌子、須貝駿貴（QuizKnock） |
| 2  | 2022年3月12日 12:54 - 13:57 | 出演者イジりランキング「いつまでたっても便利屋扱いされていそうな芸能人ランキング」 | 島崎和歌子、須貝駿貴（QuizKnock） |
| 3  | 2022年3月20日 12:35 - 13:30 | 幼稚園児が選ぶ一番おもしろい裸芸人ランキング                                       | もう中学生、堀未央奈              |
| 3  | 2022年3月20日 12:35 - 13:30 | 令和の小学生が選ぶ「友達に差をつける文房具」ランキング                             | もう中学生、堀未央奈              |
| 3  | 2022年3月20日 12:35 - 13:30 | 番組宣伝動画再生回数ランキング                                                     | もう中学生、堀未央奈              |
| 3  | 2022年3月20日 12:35 - 13:30 | 出演者イジりランキング「この芸名ふざけているなと思う芸能人ランキング」             | もう中学生、堀未央奈              |
| 4  | 2022年3月27日 12:35 - 13:30 | 「●●に似てるね」一番名前があがる有名人ランキング                                   | 大久保佳代子、村瀬哲史            |
| 4  | 2022年3月27日 12:35 - 13:30 | ニッチな月刊誌発行部数ランキング                                                   | 大久保佳代子、村瀬哲史            |
| 4  | 2022年3月27日 12:35 - 13:30 | 人間が潜在的に好きな色ランキング                                                   | 大久保佳代子、村瀬哲史            |
| 4  | 2022年3月27日 12:35 - 13:30 | 出演者イジりランキング「●●イチといえばランキング」                                 | 大久保佳代子、村瀬哲史            |

## スタッフ
- ディレクター：河内大・岡憲一郎（ytv NexTry）、青山裕哉、重谷綾梨、吉澤順（ブリッジ）、溝根正人、堀越丈司、粟津陽介（読売テレビ）
- FD：増田健介、中谷航、青山裕哉、重谷綾梨
- 制作スタッフ：井本啓太、福岡鈴可、廣岡凜
- ナレーション：川下大洋
- 構成：田中孝晃、佐々木貴博、浅井蓮平
- TD：藤井義行・谷口英雄（読売テレビ）
- SW：大橋優（読売テレビ）
- CAM：坂口裕一（読売テレビ）
- LD：窪田和弘（読売テレビ）
- VE：山岡宗馬（読売テレビ）
- MIX：池永裕一（読売テレビ）
- EED：但馬晋二（読売テレビ）、渋谷良人（ytv NexTry）
- テロップ：石津祥（ytv NexTry）
- 音効：副島圭祐（ytv NexTry）
- MA：品川素宏（ytv NexTry）
- 美術/デザイン：石田由（読売テレビ）
- 美術P：山本晋平（読売テレビ）
- 美術進行：荒川絵理
- 大道具：能登谷奈津
- 小道具：斎藤日向子
- 宣伝：吉井智也（読売テレビ）
- 編成：川口孝幸（読売テレビ）
- 協力：バックアップメディア、ブリッジ、ハートス、グリーン・アート、高津商会、新光企画、丸善かつら、東京衣裳、エイデック
- AP：山崎舞子（読売テレビ）
- P：遠山正悠（読売テレビ）、荒巻由紀子（ytv NexTry）
- 演出・プロデューサー：金井南燮（読売テレビ）
- チーフプロデューサー：竹本輝之（読売テレビ）
- 制作協力：ytv NexTry
- 制作著作：読売テレビ